# Moteur 3D
Pour les articles homonymes, voir Moteur de rendu et Moteur de rendu 3D.
 (janvier 2021).
Si vous disposez d'ouvrages ou d'articles de référence ou si vous connaissez des sites web de qualité traitant du thème abordé ici, merci de compléter l'article en donnant les références utiles à sa vérifiabilité et en les liant à la section « Notes et références ».

Schéma d’un pipeline de rendu avec indication du lieu d'intervention des pixels et des vertex shaders (en rouge).

Un moteur 3D est un composant logiciel qui crée des images matricielles à partir de coordonnées tridimensionnelles. C'est un composant fréquent des moteurs de jeu et de logiciels de calcul et de simulation (par exemple logiciels de dessin assisté par ordinateur, conception assistée par ordinateur, éléments finis…).
La plupart du temps, le moteur 3D est indissociable du reste du moteur de jeu, comme le moteur physique ou le moteur de son par exemple. Néanmoins certains moteurs 3D fonctionnent tout seuls, ils fournissent alors un ensemble de fonctions permettant à leur utilisateur de l'intégrer aux autres moteurs.
L'opération d'affichage est appelée le « rendu ».

## Historique
La société Intel a commercialisé des processeurs équipés du jeu d’instructions MMX, destiné à améliorer les performances des ordinateurs personnels en matière de multiplication de matrices (le calcul matriciel a permis de masquer les équations originelles, mais ralentit le moteur 3D). Depuis le débug des années 2000, MMX et 3DNow! (l'équivalent de MMX chez AMD) ont été remplacés par SSE sur tous les processeurs modernes. OpenGL utilise également le calcul matriciel, ainsi que toutes les « cartes graphiques 3D ».[réf. nécessaire]

## Méthodes de rendu
Il existe plusieurs procédés de rendu 3D (procédés de calculs destinés à obtenir une image matricielle en deux dimensions).
Les procédés les plus communs sont le ray tracing et la rastérisation.
La rastérisation est le procédé le plus utilisé pour les jeux vidéo. Le peu de temps nécessaire pour calculer une image selon ce procédé permet d'obtenir en continu des images à un rythme suffisamment élevé pour faire du temps réel (jeux vidéo).
Le ray tracing permet d'obtenir une image d'une qualité supérieure à celle de la rastérisation (voir photoréalisme). Les calculs complexes effectuées dans ce procédé nécessitent beaucoup de temps et de puissance de calcul et ne permettaient pas, jusqu'à peu, d'obtenir une image dans un délai suffisamment court pour être utilisé dans un jeu vidéo, mais des progrès sont en cours. Le ray tracing est utilisé pour réaliser des images fixes et des films d'animation.
L'accélération matérielle consiste à utiliser dans la mesure du possible le processeur graphique - souvent inclus dans la carte graphique - pour effectuer les calculs. Le but est de gagner du temps en libérant le processeur central pour d'autres tâches telles que l'arbitrage du jeu, les calculs du moteur physique et du moteur de son, l'intelligence artificielle, etc. Afin de profiter de l'accélération matérielle, les moteurs 3D font souvent usage des possibilités de bas niveau des bibliothèques logicielles telles que DirectX ou OpenGL.
Avec le lancement de la technologie Larrabee, le développement du parallélisme, et plus généralement l'augmentation de la vitesse des processeurs graphiques, certaines personnes pensent que le ray tracing pourra dans le futur être utilisé pour faire du rendu temps réel.

### Ray-tracing
Le procédé de lancer de rayon (anglais ray tracing) consiste à calculer le chemin parcouru par le rayon de lumière correspondant à chaque pixel de l'image. Le moteur 3D calcule le chemin en le parcourant en sens inverse en suivant les règles de la physique telle que la réflexion et la réfraction. Il effectue différents calculs d'optique géométrique.
Comme le calcul de couleur est répété une fois par pixel, cette technique peut tirer grandement parti du parallélisme.

### Rastérisation
La rastérisation ou rendu de polygones est un procédé où les objets sont représentés sous forme de triangles auquel la carte graphique fait subir différentes transformations géométriques afin de les projeter sur l'écran.
Une fois les coordonnées 2D des triangles connues, la carte transforme ceux-ci en un ensemble de pixels, puis calcule la couleur de chaque pixel individuellement.
Lorsque la rastérisation est effectuée par la carte graphique, l'utilisation de shaders permet de modifier les différentes étapes du rendu, dans le but d'ajouter des effets graphiques personnalisés.

## Valeur ajoutée d'un moteur 3D
Si les APIs de bas niveau permettent de dessiner des objets à l'écran, celles-ci restent assez complexes. Pour un développeur de jeux, il est ainsi préférable d'utiliser un moteur 3D qui lui permettra d'obtenir beaucoup plus facilement le rendu qu'il désire.
Pour cela le moteur fournit notamment des fonctions permettant de charger des fichiers dans différents formats, d'animer les modèles en fournissant uniquement le nom de l'animation et ainsi de suite, son but étant de simplifier au maximum le travail du concepteur du jeu.

### Optimisation
Bien que les processeurs graphiques soient de nos jours très puissants, les jeux vidéo tentent en permanence de repousser leurs limites. L'optimisation est d'autant plus nécessaire sur PC où de nombreux joueurs potentiels ne possèdent pas de carte graphique dernier cri.
L'optimisation dépend beaucoup du type de jeu. Par exemple :
- l'utilisation d'octrees (en extérieur) ou d'arbres BSP (en intérieur)
- pour les jeux affichant de très nombreuses unités (exemple : la série Total War), l'utilisation de modèles 3D simplifiés pour les objets éloignés de la caméra.

### Utilisation d'effets
Si les techniques de rendu offrent de nombreuses possibilités, c'est le rôle du moteur 3D d'exploiter ces possibilités afin de créer des effets graphiques.
Cela inclut :
- Skybox, technique d'affichage du ciel ;
- Ombres portées ;
- Billboards notamment pour les particules ;
- Bump mapping ;
- Reflets sur une surface ou dans un miroir.

Voir l'article rastérisation pour des détails sur la mise en œuvre de ces effets.

## Quelques moteurs 3D
- Anvil
- CryEngine
- Crystal Space
- Dunia Engine
- Fox Engine
- Frostbite 2
- Frostbite Engine
- GZE[2]
- Godot
- Hero Engine
- Id Tech 5
- Irrlicht
- JMonkeyEngine
- OGRE
- Quest3D
- Redsdk[réf. nécessaire]
- Revolution3D
- Source Engine
- Truevision3D
- Twinmotion
- Unigine
- Unity
- Unreal Engine